# Naheglut
Die Kletterrose 'Naheglut', auch 'Jazz' oder 'That's Jazz', wurde 1997 vom dänischen Züchter Poulsen eingeführt.

## Beschreibung und Pflege
Der Wuchs bei 'Naheglut' ist aufrecht und gut verzweigt. Bei guter Haltung erreicht die Kletterrose eine Wuchshöhe von 2 bis 3 Metern oder höher, allerdings ist sie eher für kleinere Gärten geeignet. Sie gilt als eine stark wachsende, sehr frostharte und regenverträgliche Pflanze, da die Blüten bei Regen nicht verkleben. Die Laubblätter der Kletterrose sind gesund, dunkelgrün und glänzend. Bei 'Naheglut' sind sowohl die Knospe, als auch die Laubblätter groß.
'Naheglut' blüht von Juni bis Oktober oder bis zum ersten Frost. Sie ist eine reichlich und öfter blühende Kletterrose, deren große Blüten, die den Edelrosen ähneln, gut und lange duften. Die Blüten sind circa 9 cm groß, ausreichend gefüllt und oval geformt. 'Naheglut' fällt immer in der Blütenfarbe samtigdunkelrot aus.
Vor allem die verblühten Teile der Rose müssen, wie bei allen öfter blühenden Kletterrosen, geschnitten werden.